# Lobelia koolauensis
Lobelia koolauensis là loài thực vật có hoa trong họ Hoa chuông. Loài này được (Hosaka & Fosberg) Lammers mô tả khoa học đầu tiên năm 2007.